# Xylosybra fasciculosa
Xylosybra fasciculosa är en skalbaggsart som beskrevs av Stefan von Breuning 1939. Xylosybra fasciculosa ingår i släktet Xylosybra och familjen långhorningar. Inga underarter finns listade i Catalogue of Life.